# Škoda 104
Škoda 104 byl užitkový automobil vyráběný v československé automobilce Škoda v Mladé Boleslavi ve variantách valníku, autobusu nebo hasičského vozu. Celkem bylo vyrobeno 2 023 vozidel Škoda 104. V průběhu let vznikly dva typy, Škoda 104 a Škoda 104/II.

## Škoda 104
Škoda 104 se vyráběla mezi lety 1929 a 1931. Motor o objemu 1661 cm³ měl výkon 22 kW (30 koní), vůz vážící okolo 1300 kg s ním dovedl jet 60 km/h. Měl spotřebu 14–15 l/100 km. Celkem se vyrobilo 1 498 kusů.
Jednou z vyráběných verzí z let 1929–1931 byl také malý autobus pro 12 sedících cestujících.

## Škoda 104/II
Škoda 104/II se vyráběla od roku 1937 do roku 1940. Motor měl výkon 28 kW a objem 1802 cm³, spotřeba se pohybovala okolo 15 l/100 km. Maximální rychlost byla 70 km/h. Vyrobilo se jich 525.